# 神戸市立松尾小学校
神戸市立松尾小学校（こうべしりつ まつおしょうがっこう）は、兵庫県神戸市須磨区北落合2丁目にある公立小学校。

## 沿革
- 1980年4月1日 - 神戸市立白川小学校、神戸市立東落合小学校より分離開校。
- 2017年9月1日 - 当校児童で考案した公式キャラクター・まつのんが誕生する[1]。

## 教育目標
- やさしく かしこく たくましく

## 通学区域
- 神戸市須磨区[2]
  - 北落合2丁目・3丁目(1番を除く)・5丁目
  - 白川台1丁目(35番地・4番)・2丁目(37・59番地)

## 進学先中学校
- 神戸市立白川台中学校

## 交通アクセス
- 神戸市バス 77・83系統「北落合2丁目」より

## 周辺
- 松尾公園
- やまびこ保育園

## 通学区域が隣接している学校
- 神戸市立白川小学校
- 神戸市立東落合小学校
- 神戸市立西落合小学校
- 神戸市立神の谷小学校
- 神戸市立太山寺小学校

## 主な出身者
- 大吉洋平（毎日放送アナウンサー）